# Film telewizyjny

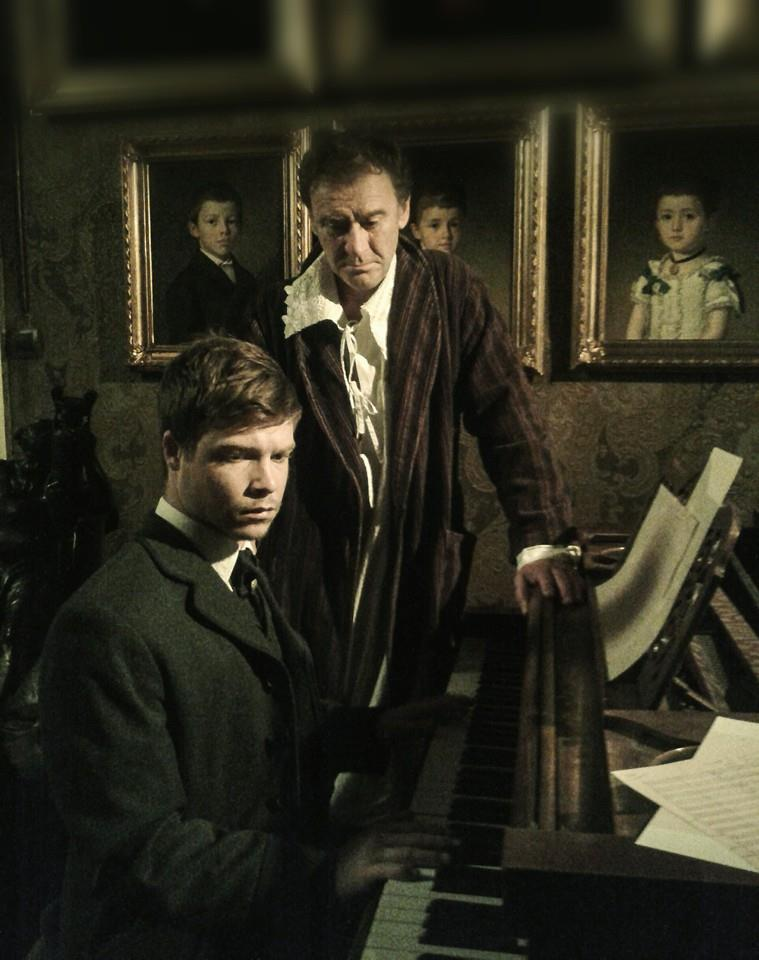
Kadr z filmu telewizyjnego

Film telewizyjny (znany również jako film TV) – pełnometrażowy film fabularny lub dokumentalny, wyprodukowany na zlecenie lub przez samą stację telewizyjną.
Premierowy pokaz filmu telewizyjnego odbywa się w stacji telewizyjnej – nie jest wyświetlany w kinach, jak film kinowy.
Film telewizyjny ma fabułę, przedstawiającą kompletną historię, zamykającą się w jednej części, a nie w kilku, jak w przypadku seriali telewizyjnych.
W Polsce stacja TVN zrealizowała filmy telewizyjne z cyklu Prawdziwe historie.